# Švihov (Boêmia Central)
Švihov é uma comuna checa localizada na região da Boêmia Central, distrito de Rakovník.